# Trichosetodes ouemi
Trichosetodes ouemi är en nattsländeart som beskrevs av Francois-Marie Gibon 1992. Trichosetodes ouemi ingår i släktet Trichosetodes och familjen långhornssländor. Inga underarter finns listade i Catalogue of Life.